# Jean Petit (futbolista belga)
|  | No s'ha de confondre amb Jean Petit (futbolista francès). |

Jean Petit (25 de febrer de 1914 - 5 de juny de 1944) fou un futbolista belga.

## Selecció de Bèlgica
Va formar part de l'equip belga a la Copa del Món de 1938. Defensà els colors de l'Standard de Liège.